# Laccornis deltoides
Laccornis deltoides är en skalbaggsart som först beskrevs av Henry Clinton Fall 1923.  Laccornis deltoides ingår i släktet Laccornis och familjen dykare. Inga underarter finns listade i Catalogue of Life.